# Fjolde Sogn
Fjolde Sogn (på tysk Kirchspiel Viöl) er et sogn i Sydslesvig, tidligere i Nørre Gøs Herred (≈ Bredsted Landskab, Bredsted Amt, indtil 1785 under Flensborg Amt), nu i kommunerne Bjerndrup, Bondelum, Fjolde, Haslund, Lyngsted, Nordsted og Solved i Nordfrislands Kreds i delstaten Slesvig-Holsten. I Fjolde Sogn ligger Fjolde Kirke.
I Fjolde Sogn findes flg. stednavne:
- Agebro[1] (Ackebroe)
- Askebro
- Bjerndrup (også Bjerrup, Behrendorf)
- Bokslund (Boxlund)
- Bondelum
- Brok (Brook)
- Egstok (også: Ekstok, Eckstock)
- Fjolde (Viöl)
- Haslund (på dansk også Haselund)
- Hokstrup (Hoxtrup)
- Kollund
- Kragelund
- Lyngsted (også Lyngsæd, Løvensted og Løvested, Löwenstedt)
- Nykro
- Nordsted (også Nordsted, Norstedt)
- Pobøl eller Påbøl[2] (Pobüll)
- Pobølgab
- Solved
- Spinkebøl (Spinkebüll)
- Østenaa (Ostenau)
- Østenaagaard